# 塞爾維亞和黑山國徽
塞爾維亞和黑山國徽為紅底雙頭鷹盾徽。于1992年4月28日起開始使用，最初为南斯拉夫联盟共和国国徽。以塞爾維亞和黑山兩政治實體的國徽為藍本設計，塞黑解體後，該國徽也已經停止使用。